# Dalimil
Dalimil je mužské jméno. Starší tvar jména je Dalemil. Podle českého občanského kalendáře má svátek 5. ledna.
Jméno Dalimil je slovanského původu, znamená „stále milý“. Jeho nejznámějším nositelem je historicky nedoložený Dalimil Meziříčský, kterému bylo v minulosti Václavem Hájkem z Libočan připsáno autorství anonymního díla označovaného dodnes jako Dalimilova kronika.

## Domácky
Dalek, Daleček, Dalimilek, Dalík, Dalda, Míla, Dája

## Statistické údaje
Následující tabulka uvádí četnost jména v ČR a pořadí mezi mužskými jmény ve srovnání dvou roků, pro které jsou dostupné údaje MV ČR – lze z ní tedy vysledovat trend v užívání tohoto jména:
| Rok  | Četnost | Pořadí |
| 1999 | 264     | 260.   |
| 2002 | 268     | 261.   |
| 2006 | 273     | 319.   |
| 2007 | 278     | 321.   |
| 2013 | 284     | 676.   |
| 2016 | 291     | 680.   |

Změna procentního zastoupení tohoto jména mezi žijícími muži v ČR (tj. procentní změna se započítáním celkového úbytku mužů v ČR za sledované tři roky 1999–2002) je +2,3%.

## Známí nositelé jména
- Dalimil Klapka – český herec

## Spojení se jménem Dalimil
- Dalimilova kronika je nejstarší česky psaná veršovaná kronika